# The Early Singles
The Early Singles (en español: «Los primeros sencillos») es un álbum recopilatorio en formato CD que contiene los 5 sencillos de 1967 a 1969 que está disponible solo en la caja recopilatorio Shine On de la banda de rock progresivo Pink Floyd, publicado el 24 de noviembre de 1992. Es una recopilación, en orden de lanzamiento, de los primeros cinco sencillos de la banda. Después de estos sencillos, la banda no realizó oficialmente uno nuevo en su territorio natal, Reino Unido, hasta 1979 con Another Brick in the Wall.
Excepto por la canción The Scarecrow que aparece en The Piper at the Gates of Dawn (1967) y Careful with that Axe, Eugene, cuya versión en directo apareció en Ummagumma, el resto de las pistas no fueron lanzadas en ningún álbum de estudio. Aunque varias otras pistas aparecieron en recopilaciones anteriores (notablemente Relics (1971) y Works (1983), este fue el primer lanzamiento en contener todos sus sencillos de los años 60 en un solo disco. Hasta la fecha este es el único CD oficial en contener Point Me at the Sky y It Would Be So Nice.
Las pistas Apples and Oranges y Point Me at the Sky no habían sido lanzadas previamente en Estados Unidos por lo cual The Early Singles marcó su aparición oficial en este país.

## Contenido
1. «Arnold Layne» (Syd Barrett) - 2:57
2. «Candy and a Currant Bun» (Barrett) - 2:47
3. «See Emily Play» (Barrett) - 2:54
4. «The Scarecrow» (Barrett) - 2:10
5. «Apples and Oranges» (Barrett) - 3:08
6. «Paint Box» (Richard Wright) - 3:47
7. «It Would Be So Nice» (Wright) - 3:46
8. «Julia Dream» (Roger Waters) - 2:35
9. «Point Me at the Sky» (Waters, David Gilmour) - 3:35
10. «Careful With That Axe, Eugene» (Gilmour, Waters, Wright, Nick Mason) - 5:44